# Almadía
Pour les articles homonymes, voir Rai.
Pour la commune de Catalogne, voir Navata.

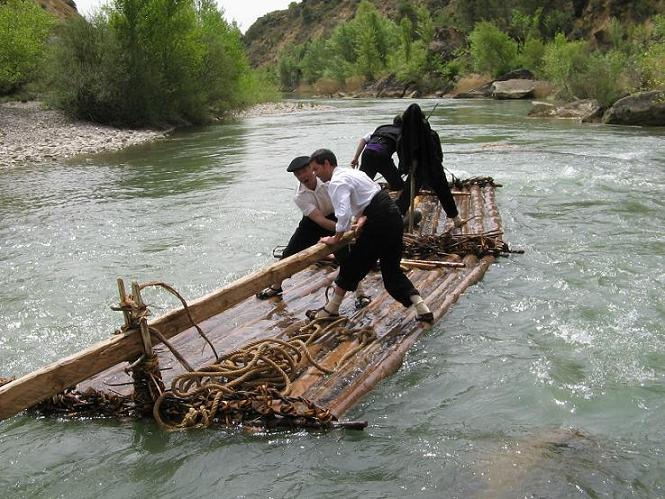
Navata sur la rivière Gállego.

Une almadía (Navarre), navata (Aragon), rai (Catalogne) ou armadía (espagnol) est un type de radeau fait de troncs de bois, dont la fonction est la conduite des grumes (les bois de marine) qui le compose par les rivières, depuis les lieux d'exploitation forestière, par flottage (maderera), jusqu'à une aire de dépôt pour son transport ou jusqu'au parc à grumes d'une scierie.

## Historique
Les almadías surgissent dans les temps dès lors que l'accès par la terre aux bois d’œuvre de haute montagne était trop compliqué, et qu'il était beaucoup plus facile les porter par rivière (à condition que cela fût possible) jusqu'à un lieu un plus propice pour leur distribution. 
Les almadías sont typiques des Pyrénées espagnoles, pour conduire les troncs depuis la haute montagne jusqu'aux vallées du sud des Pyrénéens. Normalement les troncs s'accumulaient sur les rives de la rivière, attendant le printemps pour lequel le lit est majeur et facilite le transport, et alors s'organisaient les grands transports. On conserve aujourd'hui la tradition des almadías sous forme de fêtes dans divers villages de la zone pyrénéenne, à Burgui, Laspuña, El Pont de Claverol et Coll de Nargó, toutes au printemps. Des musées,  le "Museo de la Almadía" dans le village navarrais de Burgui, le "Museo de la Nabata" à Laspuña (Huesca) ou le "Museo de los Raiers" à El Pont de Claverol (Lérida) font la démonstration de cet art. 
Le nom almadía évoque aussi l'embarcation légère à deux proues, espèce de Canoë ou Pirogue ouverte dans un tronc d'arbre, usée par les indigènes de l'Amérique et de l'Afrique.
Les malabars donnaient ce nom à une embarcation très fine de quille, pointue de poupe et de proue, de 27 m de longueur par 3 de maître-bau.
Ce terme désignait également la barque ou Txalupa utilisée par la marine de guerre portugaise et ses esclaves dans les Indes orientales.
L'utilisaient également, les habitants des proximités de Honda (Colombie), lesquels avaient l'habitude de les laisser abandonnées au gré des courants des rivières, une fois que s'étaient servi d'elles pour le transport de marchandises.

### Sources
Le contenu de cet article incorpore des éléments du volume 4 de la Enciclopedia Universal Ilustrada Europeo-Americana (Espasa), dont la publication était antérieure à 1938 (domaine public).